# Lophotidae
Famille
Les Lophotidae forment une famille de poissons abyssaux de l'ordre des Lampridiformes.

## Liste des genres
Selon World Register of Marine Species (15 août 2010) et ITIS (15 août 2010) :
- genre Eumecichthys Regan, 1907
- genre Lophotus Giorna, 1809